# Negazione di san Pietro
Negazione di San Pietro è un dipinto a olio su tela di 94x125,5 cm realizzato tra il  1609 ed il 1610  dal pittore italiano Michelangelo Merisi da Caravaggio. È conservato nel Metropolitan Museum of Art.

## Storia e descrizione
Il quadro mostra una donna nell'atto di accusare San Pietro di essere un seguace di Cristo alla presenza di un soldato. L'episodio ritratto, narrato nei Vangeli,  fa riferimento alla negazione dell'accusa da parte di san Pietro. Si tratta di una delle ultime opere dipinte dal Caravaggio, nel suo ritorno a Napoli, intrisa di forte drammaticità.
Non è conosciuta la committenza della tela, il primo documento che la cita risale al 3 maggio 1613 in una quietanza di Luca Ciamberlano incisore di Urbino a favore di Guido Reni per un prezzo di 240 scudi. Con questa vendita veniva parzialmente pagato il debito tra i due collaboratori che ammontava a 450 scudi. La tela passò poi di proprietà del cardinale Paolo Savelli, probabilmente indicata nell'inventario del 1650 come Un'Ancella con S. Pietro negante, et una altra figura per traverse, passando poi di mano  in mano e essendo poi indicata nella collezione privata della principessa Elena Imparato Caracciolo almeno fino alla metà del Novecento, fino ad arrivare in quelle del collezionista Herman Shickman, che la donò al Metropolitan Museum nel 1997. L'uscita dell'opera dall'Italia, avvenuta negli anni sessanta, è stata considerata illegale e ha provocato reazioni di esponenti sia del mondo dell'arte che della politica, che ne chiedono la restituzione, arrivando fino in Parlamento.
Il dipinto presente la grande capacità di esprimere l'intensità del momento attraverso i gesti che sono evidenziati da rapidi pennellate. Tre personaggi vicinissimi, dove la giovane donna in confidenza denuncia un fatto di cui lei indicandosi ne ha la certezza. La giovane accusatrice indicata come l'immagine femminile più ardita del Merisi, è dipinta metà alla luce e metà nell'ombra, mettendo proprio la luce quale importante protagonista del dipinto, la medesima luce che illumina il dipinto Martirio di sant'Orsola. Sullo sfondo si intravede un camino dipinto in modo approssimativo da dove partono alcune scintille di fuoco che brillano alle spalle dei personaggi, in particolare dietro l'apostolo Pietro, che Merisi ha raffigurato come uno dei tanti vecchi già presenti in molte sue opere, che portando entrambe le mani al petto giura di non essere  il personaggio amico del nazareno che era stato arrestato.